# Ruth Beitia
Ruth Beitia Vila (Santander, 1 de abril de 1979) é uma atleta e política espanhola, especialista em salto em altura. campeã olímpica na Rio 2016.

## Melhores marcas
| Tipo    | Evento           | Marca  | Local                  | Data                 |
| ------- | ---------------- | ------ | ---------------------- | -------------------- |
| Outdoor | Salto em alatura | 2.02 m | San Sebastián, Espanha | 4 de agosto de 2007  |
| Indoor  | Salto em alatura | 2.01 m | Pireás, Grécia         | 24 de fevereiro 2007 |